# Гребёнкин, Александр Сергеевич
Александр Сергеевич Гребёнкин (род. 15 июля 1982, Мыски, Кемеровская область) — российский космонавт-испытатель отряда ФГБУ «НИИ ЦПК имени Ю. А. Гагарина». 133-й космонавт СССР/России (135-й гражданин СССР/России в космосе). 4 марта 2024 года стартовал в составе экипажа миссии SpaceX Crew-8 на американском частном многоразовом космическом корабле Crew Dragon компании SpaceX c помощью тяжелой ракеты-носителя Falcon 9 к Международной космической станции. Участник космических экспедиций МКС-70/МКС-71. Стал четвёртым российским космонавтом, совершившим полёт на корабле Crew Dragon в рамках программы перекрестных полетов Роскосмоса и НАСА. Герой Российской Федерации, лётчик-космонавт Российской Федерации (2025).
До поступления в отряд космонавтов проходил службу в технико-эксплуатационных частях Военно-воздушных сил ВКС ВС России.

## Ранние годы
Александр Гребёнкин родился 15 июля 1982 года в городе Мыски, Кемеровской области, РСФСР.
21 июня 2002 года окончил Иркутский военный авиационный инженерный институт с присвоением квалификации «техник» по специальности «техническая эксплуатация транспортного радиоэлектронного оборудования».
С июля 2002 года по 6 ноября 2018 год проходил службу на авиабазе Кубинка в Московской области. Вначале техником и инженером расчёта подготовки самолётов к полётам по РЭО пилотажной группы «Стрижи» (в/ч 54876), затем, с ноября 2009 года по январь 2011 года — инженером и начальником группы регламента и ремонта в/ч 45809.
В январе 2015 года Гребёнкин был назначен начальником группы технико-эксплуатационной части 237-го Центра показа авиационной техники имени И. Н. Кожедуба (в/ч 62632-И), присвоено воинское звание гвардии майор. 
15 марта 2011 года заочно окончил Московский технический университет связи и информатики с присвоением квалификации «инженер» по специальности «радиосвязь, радиовещание и телевидение».

## Космическая подготовка
14 марта 2017 года Александр Гребёнкин подал заявление на участие во 2-м открытом наборе космонавтов Роскосмоса. 8 июня 2018 года получил допуск Главной медицинской комиссии. 9 августа 2018 года его кандидатура была рассмотрена на заседании конкурсной комиссии, 10 августа 2018 года по результатам заседания межведомственной комиссии (МВК) был назван кандидатом в космонавты.
6 ноября 2018 года был переведён в ЦПК имени Ю. А. Гагарина, зачислен в отряд космонавтов и приступил к общекосмической подготовке.
С 26 по 28 февраля 2019 года в составе условного экипажа вместе с Александром Горбуновым и инструктором ЦПК Дмитрием Сухановым принял участие в тренировках по действиям после посадки в лесисто-болотистой местности зимой («зимнее выживание»). С 26 по 30 августа в составе группы кандидатов в космонавты прошёл водолазную подготовку в Ногинском спасательном центре МЧС России. 30 августа 2019 года успешно сдал экзамен, и ему была присвоена квалификация «водолаз». В октябре 2019 года в составе условного экипажа вместе с Алексеем Зубрицким и Евгением Прокопьевым прошёл полный цикл «водного выживания» («сухая», «длинная» и «короткая» тренировки) на базе Универсального морского терминала «Имеретинский» на Чёрном море в Адлерском районе города Сочи.
24 ноября 2020 года сдал Государственный экзамен по итогам окончания курса общекосмической подготовки. 2 декабря 2020 года решением Межведомственной квалификационной комиссии (МВКК) по итогам заседания в ЦПК имени Ю. А. Гагарина ему была присвоена квалификация космонавта-испытателя.
В июле 2021 года в составе условного экипажа вместе с Александром Горбуновым и Алексеем Зубрицким участвовал в двухдневной тренировке по отработке действий после приземления космического аппарата в условиях пустыни. 
20 января 2022 года на заседании Межведомственной комиссии был утверждён в качестве бортинженера-2 основного экипажа экспедиции МКС-71. В июне 2022 года экипаж МКС-71 в составе Сергея Рыжикова, Сергея Микаева и Александра Гребёнкина участвовал в тренировках по действиям после посадки космического корабля на водную поверхность, которые прошли на базе 179-го Центра МЧС в Ногинске. 14 февраля 2023 года экипаж в том же составе вместе с астронавтом Доналдом Петтитом отработал навыки выживания в зимнем лесу. 
1 марта 2023 года на заседании Межведомственной комиссии Госкорпорации «Роскосмос» назначен дублёром космонавта Константина Борисова на полёт миссии SpaceX Crew-7 и был включён в основной экипаж американского пилотируемого корабля Crew Dragon (миссия SpaceX Crew-8), запуск которого запланирован к МКС в первой половине 2024 года. 
11 июля 2023 года решением главной медицинской комиссии ЦПК имени Ю.А. Гагарина признан годным к космическому полету по состоянию здоровья

### Полёт в космос
4 марта 2024 года в 6:53 (мск) отправился в качестве участника полёта на МКС в рамках миссии SpaceX Crew-8. Запуск космического корабля Crew Dragon с миссией SpaceX Crew-8 осуществлён с помощью ракеты-носителя Falcon 9 со стартовой площадки 39A Космического центра имени Кеннеди НАСА в штате Флорида. 5 марта в 10:28 мск корабль Crew Dragon причалил к узловому модулю «Гармония» американского сегмента МКС.
Отстыковка от МКС неоднократно переносилась, сперва на 10 октября, затем на 13 октября 2024 года. Отстыковка состоялась 23 октября 2024.
25 октября 2024 Dragon 2 приводнился рядом с Флоридой в Мексиканском заливе.
Статистика
| # | Стартовый корабль         | Старт                   | Экспедиция   | Корабль посадки           | Посадка                  | Налёт                 | Выходы в открытый космос | Время в открытом космосе |
| - | ------------------------- | ----------------------- | ------------ | ------------------------- | ------------------------ | --------------------- | ------------------------ | ------------------------ |
| 1 | Crew Dragon SpaceX Crew-8 | 04.03.2024, 3:53:38 UTC | МКС-70/71/72 | Crew Dragon SpaceX Crew-8 | 25.10.2024, 07:29:02 UTC | 235 дн. 03 ч. 35 мин. | 0                        | 0                        |

## Награды
- Герой Российской Федерации (10 марта 2025 года) — за мужество и героизм, проявленные при осуществлении длительного космического полёта в составе экипажа Международной космической станции[14];
- Лётчик-космонавт Российской Федерации (10 марта 2025 года)[14];
- медали «За отличие в военной службе» I, II и III степени.

## Семья, увлечения
Александр Гребёнкин женат, имеет троих детей.